# Udovičić
Udovičić – wieś w Chorwacji, w żupanii splicko-dalmatyńskiej, w gminie Otok. W 2011 roku liczyła 415 mieszkańców.